# Đào Trọng Kim
Đào Trọng Kim (1897 - 1984) là một chính trị gia người Việt Nam. Ông là Bộ trưởng đầu tiên của Bộ Giao thông công chính (hiện nay là Bộ Giao thông Vận tải) của Việt Nam từ tháng 8 năm 1945 đến tháng 3 năm 1946, một trong 15 bộ trưởng trong Chính phủ Cách mạng lâm thời Việt Nam Dân chủ Cộng hòa do Chủ tịch Hồ Chí Minh thành lập sau Cách mạng tháng 8 năm 1945.

## Tiểu sử
Ông vốn là một nhân sỹ yêu nước, kỹ sư canh nông.
Vì ông được đào tạo chính quy, nên được Hồ Chí Minh chọn làm Bộ trưởng Giao thông Công chính đầu tiên trong Chính phủ Cách mạng lâm thời ngày 28 tháng 8 năm 1945 (theo ông Dương Trung Quốc).
Đào Trọng Kim đã cùng Thứ trưởng Nguyễn Phúc Thông, một nhân sĩ yêu nước, kỹ sư Công chính, chỉ đạo Sở Hỏa xa Trung ương. Các ông đã tổ chức nhiều đoàn tàu chở Quân đội nhân dân Việt Nam vào Nam chống thực dân Pháp. Đồng thời, các ông chỉ đạo các cơ sở đường sắt phía Nam, chủ yếu là ở Sài Gòn, vừa tham gia tự vệ đánh quân Pháp, vừa tháo gỡ thiết bị ra khỏi Sài Gòn.
Ngày 15/11/1945, Đào Trọng Kim đã ký nghị định thành lập Trường Cao đẳng Công chính và khai giảng khoá học đầu tiên dưới chính thể Việt Nam Dân chủ Cộng hòa.
Tháng 3 năm 1946, sau cuộc tổng tuyển cử đầu tiên, ông thôi giữ chức Bộ trưởng.
Tháng 12 năm 1946, Toàn quốc kháng chiến bùng nổ, ông cùng bác sĩ Trần Văn Lai, luật sư Phạm Khắc Hòe, Giáo sư Hoàng Xuân Hãn, luật sư Vũ Văn Hiền và bác sĩ Nguyễn Xuân Chữ bị thực dân Pháp bắt giam ở nhà tù Hỏa Lò.